# Złożenie (językoznawstwo)
Złożenie (łac. compositum) – wyraz powstały przez połączenie co najmniej dwóch rdzeni lub ich derywatów za pomocą międzyrostka. 

## Język polski
W złożeniach, w których pierwszy człon jest rzeczownikiem, przymiotnikiem, zaimkiem lub liczebnikiem, występuje formant (spójka) -o-, na przykład: 
- rzeczownik: bałw-o-chwalczy, lat-o-rośl
- przymiotnik: cudz-o-ziemiec, nisk-o-pienny
- zaimek: sam-o-sąd, sob-o-wtór
- liczebnik: trzeci-o-rzęd, siedmi-o-letni.

Historycznie można zaobserwować ten międzyrostek w imionach słowiańskich, na przykład Mir-o-sław, Jar-o-sław, Dobr-o-gost.
W złożeniach, w których pierwszy człon jest czasownikiem, występuje formant -i- lub -y-, na przykład:
- czasownik i formant -i-: dus-i-grosz, wyrw-i-dąb, pędz-i-wiatr
- czasownik i formant -y-: męcz-y-dusza,włócz-y-kij.

Formant ten znajduje się także w niektórych imionach o słowiańskim pochodzeniu, na przykład Kaz-i-mierz, Bron-i-sław, Zb-y-gniew (dziś: Zbigniew).